# Яйко-Перегинское
Я́йко-Пере́гинское — горная вершина в массиве Горганы (Украинские Карпаты), в пределах Калушского района Ивано-Франковской области.
Высота 1595,6 м. Склоны горы покрыты елово-буковым лесом, вершина покрыта жерепом. На склонах Яйка-Перегинское расположен ботанический заказник общегосударственного значения «Яйкивский».
Название гора получила за характерную форму, напоминающую яйцо.
Под горой текут потоки Росохан, Мшана, Молода. Ближайшая горная вершина — гора Молода.